# 14026 Esquerdo
14026 Esquerdo è un asteroide della fascia principale. Scoperto nel 1994, presenta un'orbita caratterizzata da un semiasse maggiore pari a 2,3608761 au e da un'eccentricità di 0,1599106, inclinata di 2,63861° rispetto all'eclittica.
L'asteroide è dedicato al ricercatore americano Gilbert A. Esquerdo.